# Cavanillesia platanifolia
Cavanillesia platanifolia, amb els noms comuns americans de bongo, macondo, cuipo, hameli, o hamelí, o pijio, és una espècie d'arbre que és una planta nativa de Colòmbia, Costa Rica, Nicaragua, Panamà, Equador i el Perú. Segons l'escala de Janka té una de les fustes més toves conegudes amb un valor de 22 unitats respecte a les de les 5.060 unitats que té la fusta d'Allocasuarina luchmannii australiana. La seva fusta s'usa per a fer diferents estris i la seva llavor es menja torrada i parts d'aquest arbre es fan servir com farratge.

## Sinònims
- Pourretia platanifolia Bonpl.
- Cavanillesia tuberculata
- Cavanillesia arborea